# Sibuyanzee

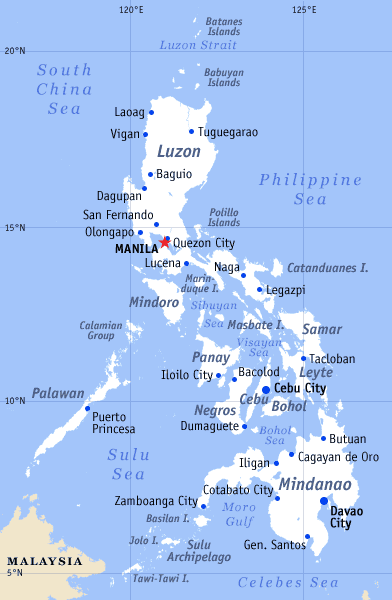
De Sibuyanzee ligt in het midden van de kaart, die vergroot bij aanklikken

De Sibuyanzee is een binnenzee in de Filipijnen. De zee is gelegen tussen Luzon en de eilandengroep Visayas.
De zee wordt omgeven door de eilanden Panay in het zuiden, Mindoro in het westen, Luzon in het noorden en Masbate in het oosten. In de zee liggen tal van kleine eilanden, zoals Sibuyan en Romblon.
De Sibuyanzee is via de Straat van Tablas in het zuidwesten verbonden met de Suluzee, via de Isla Verde-passage in het noordwesten met de Zuid-Chinese Zee en via het Jintotolo-kanaal met de iets zuidoostelijker gelegen Visayanzee.
In deze wateren werd in oktober 1944 gestreden door de Verenigde Staten en Japan. Het gevecht maakt deel uit van een serie slagen die samen bekend zijn geworden als de Slag in de Golf van Leyte, een vergeefse poging van de Japanners om de landing van de Amerikanen op Leyte te verhinderen.

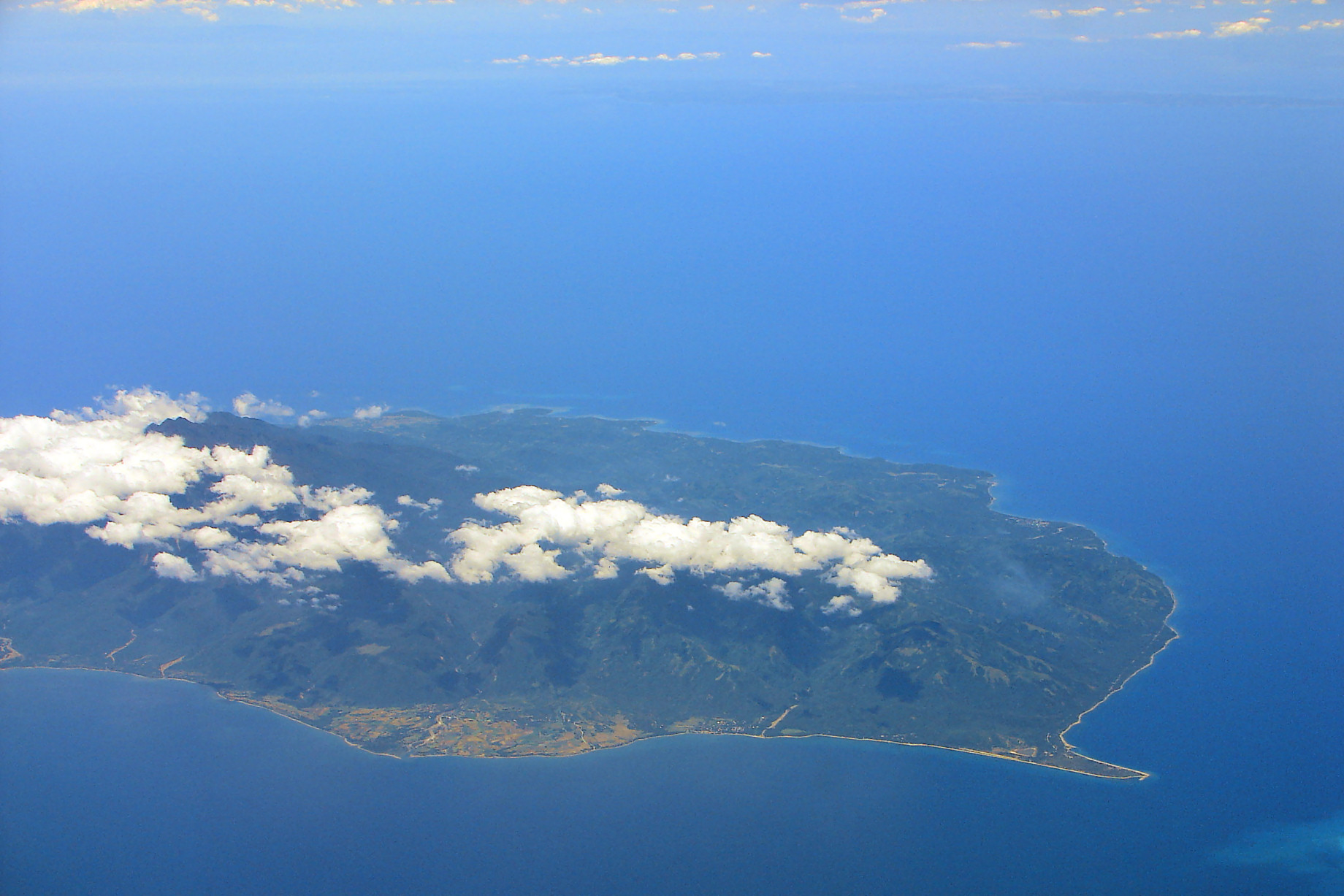
Het eiland Sibuyan in de Sibuyanzee